# 日清紡メカトロニクス
日清紡メカトロニクス株式会社（にっしんぼうメカトロニクス、英語名: Nisshinbo Mechatronics Inc.）は、東京都中央区日本橋人形町に本社を構える自動車部品・プラスチック成型品用工作機械製造会社である。
愛知県岡崎市と静岡県浜松市の2カ所に製造拠点（事業所）を持つ。

## 概要
日清紡グループにおける工作機械部門として2009年4月に分社化される。
専用機を主力事業とし、特に太陽電池モジュール製造設備が世界的なシェア・競争力を持っている。
太平洋戦争中に航空機尾翼の製造を始めたことが事業の源流であり、半世紀以上にわたりタレットパンチプレスやレーザー加工機、各種専用機を製造してきた。近年は自動車用電子制御ブレーキシステムであるABS、TCS、ESCの機械加工も事業としている。

## 事業拠点
- 美合工機事業所（愛知県岡崎市）
- 浜北精機事業所（静岡県浜松市浜名区）

## グループ会社
- 日本
  - 日清紡精機広島（広島県東広島市）
  - 南部化成（静岡県榛原郡吉田町）
- 海外
  - 日清紡メカトロニクス（上海）
  - 日清紡メカトロニクス（タイランド）
  - 日清紡亜威精密機器（江蘇）
  - 日清紡メカトロニクス（インド）
  - 日清紡大陸精密機械（揚州）